# Polski Cukier

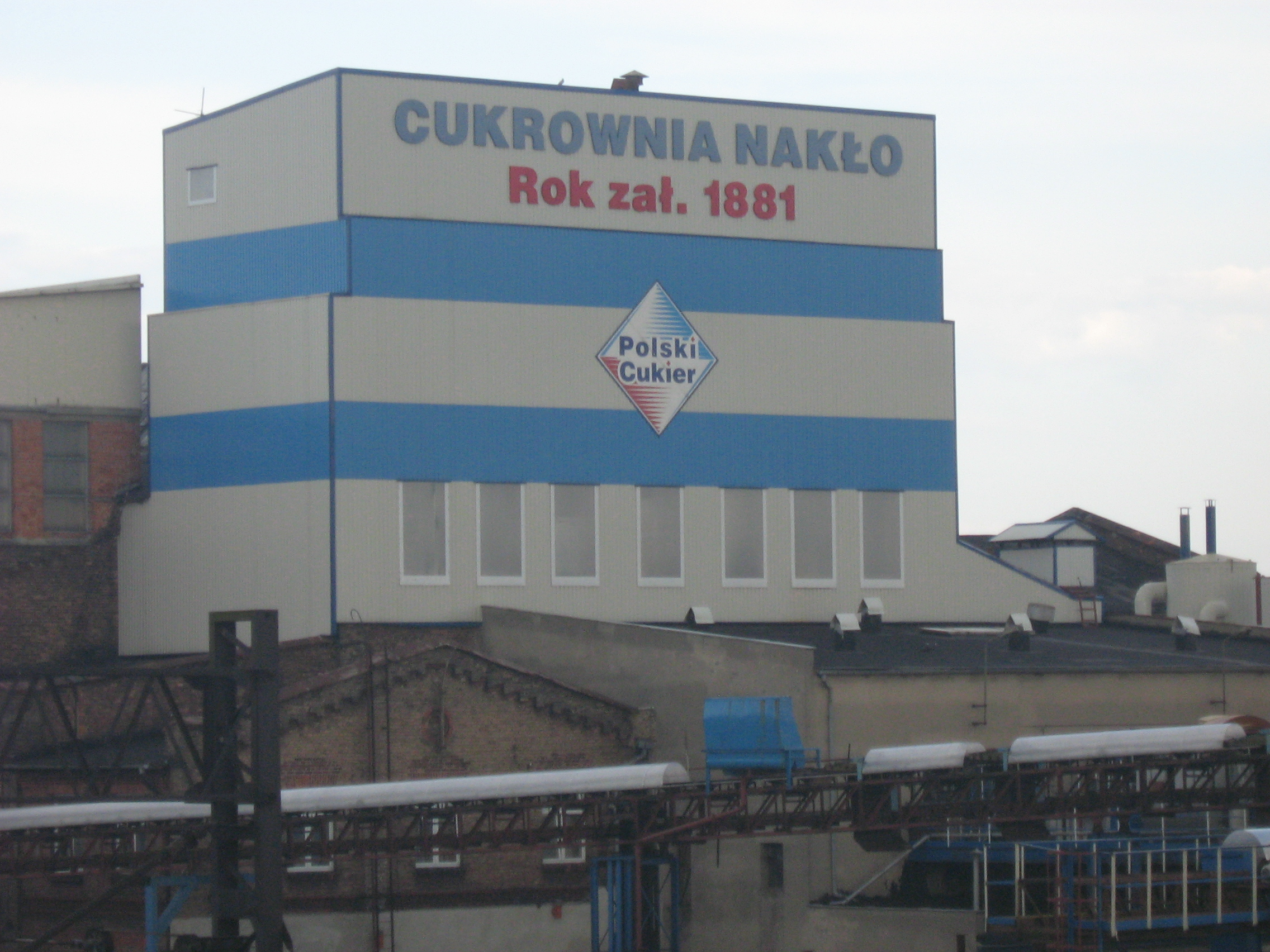
A nakłói cukorgyár

A Polsi Cukier, teljes nevén Krajowa Spółka Cukrowa Spółka Akcyjna a legnagyobb lengyelországi cukoripari cég, melynek belföldi piaci részaránya mintegy 40%.
2008-ban a részvények 85%-át a lengyel állam birtokolta, a többi részvényes a répatermelők és az alkalmazottak közül került ki. 2003-ban a cégnek 27 telephelye és több mint hatezer alkalmazottja volt; 2008-ra a gyárak száma 7-re, az alkalmazottak létszáma kétezerre csökkent.
A 2013/14-es üzleti év végén a Polski Cukier az alábbi telephelyekkel rendelkezett Lengyelországban:
| Cukorgyár  | Répafeldolgozás tonna/nap |
| ---------- | ------------------------- |
| Dobrzelin  | 4500                      |
| Kluczewo   | 7700                      |
| Krasnystaw | 9700                      |
| Kruszwica  | 8600                      |
| Malbork    | 5700                      |
| Nakło      | 5100                      |
| Werbkowice | 7800                      |

Ezek mellett Moldovában a cupceni-i „Î. C. S. Moldova Zahăr S.R.L.” cukorgyár tulajdonosa, 2014. augusztusban pedig megvásárolta a PPZ Trzemeszno keményítőgyárat.